# Supercoppa spagnola 2021 (pallavolo femminile)
La Supercoppa spagnola 2021 si è svolta il 25 settembre 2021: al torneo hanno partecipato due squadre di club spagnole e la vittoria finale è andata per la prima volta al JAV Olímpico.

## Regolamento
Le squadre hanno disputato una gara unica.

## Squadre partecipanti
| Squadra      | Qualificazione                        |
| ------------ | ------------------------------------- |
| Alcobendas   | Vincitrice Coppa della Regina 2020-21 |
| JAV Olímpico | Vincitrice SFV 2020-21                |

## Torneo
| 25 settembre 2021 Centro Insular de Deportes, Las Palmas Durata: 2h:08 - Spettatori: 250 | JAV Olímpico | 3 - 2 | Alcobendas | 23-25, 25-16, 25-19, 18-25, 15-10 |